# Nemesis of the Roman Empire
A Nemesis of the Roman Empire egy valós idejű stratégiai számítógépes játék, amely 2004-ben jelent meg az Haemimont Games fejlesztése alatt. A játék a Római Birodalom kialakulása kezdetén játszódik. A játékban lehetőség van hadjáratok vezetésére, gép elleni játékra vagy interneten keresztül más emberekkel csatázásokra.

## Hadászat
A játékban lehetőségünk van 4 különböző néppel játszani, a rómaikkal, a punokkal, a gallokkal és az ibériaiakkal. A népek nem csak kinézetükben, hanem egységeikben és fejlesztéseikben is különböznek, ebből kifolyólag más és más stratégiát kell alkalmazni és a hadseregeket is más összetételben lehet alkalmazni. Minden népnek van 6 katonai egysége (gyalogos, íjász, dárdás, erősebb gyalogos, lovas, elit egység), ami paramétereiben és speciális képességeiben is különbözik. Vannak papok vagy sámánok és minden népre a jellemző speciális egysége. Minden egységnek van szintje, ami kezdetben egy. Ha részt vesz harcban vagy gyakorol akkor ez a szám emelkedik, ami minimális életerő növekedést és erősebb ütést ad neki. A játékban lehetőség van tengeri ütközetekre és csapatszállításra is.
Lehetőségünk van hősöket felkérni, seregeik irányítására. Egy hős maximum 50 egységet képes irányítani, akik bónuszokat kapnak a hős szintjei után, ezáltal erősebbek lesznek. A játékban nem csak a hősön múlik egy ütközet, de fontos stratégiai szereppel bírhatnak. Minden hős egy erősebb lovasnak felel meg, annyi különbséggel, hogy képesek tárgyakat szerezni és használni, erősítve a seregeiket.
Rómaik
A rend és a fegyelem jellemzi egységeiket. Jól fegyverzett és jól képzett katonái vannak, akiknek az árát meg kell fizetni. Speciális egysége a felszabadított gladiátor.
Punok
A Kárthágóban élők ókori kereskedők voltak, ezért zsoldos katonákat tudunk képezni. Egységeiknek kíméletlen harcosok, akár saját parasztjait is eladhatja a győzelem érdekében. Egy-két elefánttal el tudjuk venni az ellenség kedvét a frontális ütközetektől.
Gallok
Bátor és kemény harcosok, fegyvereik nem olyan erősek, de speciális képességeikkel és misztikus druidáikkal kemény ellenfélnek tűnnek fel a harcmezőn. Náluk tudjuk oldalunkra hívni a félelmetes viking lordot.
Ibériak
Az Ibériai-félszigeten élő független, nem annyira harcias nép. Íjászaival és parittyásaival jól tudja támogatni közel harci egységeit. Speciális egysége a láthatatlan hegylakó.

## Gazdaság
Két nyersanyag van; az arany és az élelem. Fontos még, hogy populációnk is magas legyen. Élelmet és parasztokat a faluk termelnek, aranyat a városban élő emberek adóznak vagy más épületekből tudunk nyerni. A játékban nagyon fontos a nyersanyagok szállítása, amiket csak ott tudunk felhasználni, ahol vannak. Például, ha hajót szeretnénk építeni egy kikötőben, a városból el kell küldeni egy málhás szamarat arannyal a kikötőbe, hogy ki tudjuk fizetni a hajót. Ugyanígy a faluban megtermel élelmet be kell szállítani a városba. A gazdaság fontos alappillére a jól megoldott szállítmányok koordinálása.
Minden egység fogyaszt élelmet, amiből egy kisebb adagot képesek magukkal vinni, de egy hosszabb hadjárat során málhás szamarakkal kell gondoskodnunk az utánpótlásról.

## Épületek
Szemben a legtöbb stratégiai játékkal, ebben nem tudunk építkezni. Az épületek már fenn vannak építve, mi meg el tudjuk foglalni. Kezdetben van egy fallal körbevett városunk, ahol találjuk a barakkot, a kovácsműhelyt, a szentélyt, az arénát és a kocsmát. Hozzánk tartozik még egy falu nem messze a várostól. A térképen rengeteg más épületet tudunk elfoglalni, egyik aranyat termel nekünk, másik egységeiket képzi tovább, találhatunk tárgyak, amiket hősünkkel felvehetünk és vannak semleges teuton lovasok, akiket legyőzve a saját oldalunkra állíthatunk. A legtöbb épületbe képesek az egységeink bemenni, és ha van náluk élelem gyorsabban gyógyítják magukat.
Városunkban lévő épületek:
Városháza Ide érkeznek meg a katonák a barakkból és az arany és élelem szállítmány is ide fut be. Itt vannak elszállásolva a parasztjaink is, akik fizetik az adót.
Barakk Itt képezzük ki a városban lévő parasztokból a katonákat.
Kovácsműhely Ki tudjuk fejleszteni, hogy erősebb egységeket is ki tudjuk képezni.
Szentély Papokat vagy sámánokat tudjuk itt kiképezni és fejleszteni képességeiket.
Aréna Itt tudjuk a hőst és a speciális egységet hívni és fejleszteni a hadsereget.
Kocsma Növelni tudjuk a populációnkat és gazdasági fejlesztéseket elindítani.
A játékmezőn megtalálható épületek (az épületek neve angolul van feltüntetve a könnyebb azonosítás végett):
Village (falu) Élelmet termel és folyamatosan emelkedik a faluban lévő parasztok száma.
Trading camp (kereskedő lerakat) Élelemet aranyra váltja.
Stone outpost (erődítmény) Ha 2000 aranynál több van benne, 2 másodpercenként 8 aranyat termel.
Fort (erőd) A benne lévő parasztból buzogányos harcost képez, percenként 1-et.
Teuton tent (teuton sátor) Semleges teuton lovas és lovas íjász van benne, akik mindenkit megtámadnak akik közel mennek hozzá. Ha elfoglaljuk, átállnak az oldalunkra.
Ruins (romok) Csak a hős tud bemenni egy bizonyos szint fölött. Miután kijött kap egy tárgyat.
Cave (barlang) Ha a sereg belemegy, megjelenik a barlang testvérénél a pálya másik részén.
Stonhenge Papjainkkal rituálékat tudunk elindítani, ami kihat az egész játékra.
Shipyard (kikötő) Ha viszünk be aranyat, akkor hadihajót tudunk venni.
Mielőtt elkezdjük a játékot, beállíthatjuk, hogy melyik épületet szeretnénk engedélyezni az aktuális játékban.

## Külső hivatkozások
- A játék hivatalos honlapja (angolul)